# Благообразов, Сергей Сергеевич
Серге́й Серге́евич Благоо́бразов (9 июля 1902, Реутов — 1992, Москва) — советский и российский хоровой дирижёр, музыкальный педагог. Брат актёра Владимира Благообразова.

## Биография
Сергей Сергеевич Благообразов родился 9 июля 1902 года в Реутове. Его отец — Сергей Иванович Благообразов — работал на Реутовской текстильной мануфактуре, а также служил церковным старостой в Николо-Архангельской церкви. Мать — Елена Архиповна — закончила Институт благородных девиц, хорошо музицировала и приучала этому детей.
В молодости Сергей Благообразов работал учителем пения. В 1930—1935 работал с детским хором во Второй образцовой школе. Эту работу Благообразова высоко ценили Ульрих Авранек, Николай Данилин, Михаил Ипполитов-Иванов. Руководил хором Реутовской прядильной фабрики, где в 1927 году организовал постановку оперы Александра Даргомыжского «Русалка». Режиссёром и дирижёром постановки выступил сам Благообразов. Она получила широкий резонанс в печати и положила начало полемике «Нужна ли опера рабочим?».
В 1932—1938 годах Сергей Благообразов на педагогическом и дирижёрско-хоровом факультетах Московской консерватории — у Георгия Дмитревского (дирижирование), Павла Чеснокова (хоровой класс), Александра Александрова, Николая Данилина, Василия Мухина (постановка голоса и методика вокальной работы). После окончания обучения Благообразова пригласили работать ассистентом на педагогический факультет Московской консерватории. Здесь он в 1938—1941 годах руководил детским хором.
В 1941—1943 годах сражался в рядах народного ополчения.
В 1943 году вернулся в Москву. Продолжил работу в Московской консерватории в качестве ассистента Павла Чеснокова и Николая Данилина. В 1951—1967 годах вел собственный класс. С 1944 года одновременно с работой в консерватории преподавал в Московском хоровом училище дирижирование и чтение хоровых партитур. Среди учеников Благообразова — Игорь Корчмарский, Эдуард Леонов, Владимир Минин, Альфред Мишурин, Эдуард Серов, Вадим Судаков и другие.
В 1948—1949 годах был художественным руководителем и главным дирижёром Хора русской песни Всесоюзного радио.